# Chojniak
Chojniak [pronunciación en polaco: /ˈxɔi̯ɲak/] ( en alemán: Löbelshof) es un pueblo en el distrito administrativo de Gmina Ełk, dentro del Distrito de Ełk, Voivodato de Varmia y Masuria, en el norte de Polonia.
El pueblo tiene una población de 310 habitantes.